# Ljiljana Radonić
Ljiljana Radonić (* 1981 in Zagreb, Kroatien) ist eine Politikwissenschaftlerin aus Wien. Von 2019 bis 2024 leitete sie das durch einen ERC Consolidator Grant finanzierte Projekt über „Globalized Memorial Museums. Exhibiting Atrocities in the Era of Claims for Moral Universals“ an der Österreichischen Akademie der Wissenschaften.

## Leben
Ljiljana Radonić studierte Politikwissenschaft, Philosophie und Übersetzen (bosnisch/kroatisch/serbisch und englisch) an der Universität Wien. Ihr Doktoratsstudium absolvierte sie im Rahmen des Initiativkollegs „Kulturen der Differenz. Transformation in Zentraleuropa“.
Ihre Dissertation über kroatische Vergangenheitspolitik zwischen Revisionismus und europäischen Standards wurde 2010 im Campus-Verlag mit einem Vorwort von Aleida Assmann veröffentlicht und im Mai 2012 mit dem Michael-Mitterauer-Preis für Gesellschafts-, Kultur- und Wirtschaftsgeschichte in Wien ausgezeichnet (Hauptpreis). 2013–2019 Habilitationsprojekt über den „Zweiten Weltkrieg in postsozialistischen Gedenkmuseen. Geschichtspolitik zwischen der ‚Anrufung Europas‘ und dem Fokus auf ‚unser‘ Leid“ am Institut für Kulturwissenschaften und Theatergeschichte der Österreichischen Akademie der Wissenschaften, von 2013 bis 2017 im Rahmen eines APART-Stipendiums, 2018/19 als Elise-Richter-Stipendiatin des FWF. 2019, eingereicht am Institut für Politikwissenschaft der Universität Wien, Habilitationskolloquium im Mai 2020. Im November 2018 erhielt sie den mit knapp 2 Millionen dotierten European Research Council (ERC) Consolidator Grant und leitet von 2019 bis 2024 ein Projekt über „Globalized Memorial Museums. Exhibiting Atrocities in the Era of Claims for Moral Universals“, in dem sie mit einem Team 50 Museen weltweit untersucht.
Seit 2004 ist sie Lehrbeauftragte am Institut für Politikwissenschaft der Universität Wien und lehrt vor allem über (ostmittel- und südost-)europäische Erinnerungskonflikte seit 1989 sowie über Antisemitismustheorie. Im Sommersemester 2015 war sie Gastprofessorin für kritische Gesellschaftstheorie an der Justus-Liebig-Universität in Gießen und hielt dort Kurse zu „Psychoanalyse als kritische Gesellschaftstheorie“, „Antisemitismustheorie“, „Geschlechterverhältnis, Nationalsozialismus und Antisemitismus“ sowie über „(Ostmittel- und Südost-)Europäische Erinnerungskonflikte seit 1989“. Im Wintersemester 2016 war sie Research Fellow am Internationalen Forschungszentrum Kulturwissenschaften (IFK) in Wien. Im Sommersemester 2017 war sie Gastprofessorin am Centrum für Jüdische Studien der Universität Graz, wo sie eine Vorlesung über Antisemitismustheorie und zwei Seminare, etwa über die Erinnerung an Shoah und Porajmos im Vergleich, hielt.
Seit 2019 ist Radonić Mitglied der Jungen Akademie der Österreichischen Akademie der Wissenschaften.

## Publikationen

### Bücher
- Die friedfertige Antisemitin? Kritische Theorie über Geschlechterverhältnis und Antisemitismus, Frankfurt am Main/Wien: Peter Lang Verlag 2004.
- Mit Freud. Psychoanalyse und Gesellschaftskritik, herausgegeben mit Renate Göllner, Freiburg: Ça ira Verlag 2007.
- Krieg um die Erinnerung – Kroatische Vergangenheitspolitik zwischen Revisionismus und europäischen Standards, Frankfurt am Main: Campus-Verlag 2010.
- Gedächtnis im 21. Jahrhundert. Zur Neukonzeption eines kulturwissenschaftlichen Leitbegriffs, herausgegeben mit Heidemarie Uhl, Bielefeld: Transcript Verlag 2016.
- Auschwitz im Kontext – die ehemaligen Konzentrationslager im gegenwärtigen europäischen Gedächtnis, Wien: Peter Lang 2017.
- Die friedfertige Antisemitin reloaded. Weibliche Opfermythen und geschlechtsspezifische antisemitische „Schiefheilung“, Graz: Clio 2018. 2. Auflage 2020.
- Special issue: The Holocaust/Genocide Template in Eastern Europe, Journal of Genocide Research 4/2018.

- The Holocaust/Genocide Template in Eastern Europe, London/New York: Routledge 2019.
- Das umkämpfte Museum. Zeitgeschichte ausstellen zwischen Dekonstruktion und Sinnstiftung, herausgegeben mit Heidemarie Uhl, Bielefeld: transcript 2020.

### Artikel
- Psychopathologie der Normalität. Die Bedeutung der Psychoanalyse für die Kritische Theorie. In: Stephan Grigat (Hrsg.): Feindaufklärung und Reeducation. Kritische Theorie gegen Postnazismus und Islamismus. Freiburg 2006.
- Die Konsolidierung einer defekten Demokratie? Kroatien von 1990 bis heute. In: Forschungsstelle Osteuropa (Hrsg.): Regimewechsel und Gesellschaftswandel in Osteuropa. Bremen 2007.
- Psychoanalyse als Gendertheorie – Freud und seine Kritikerinnen. In: Renate Göllner, Ljiljana Radonić (Hrsg.): Mit Freud. Psychoanalyse und Gesellschaftskritik. Freiburg 2007.
- Vergangenheitspolitik in Kroatien – Vom Geschichtsrevisionismus zur Aufarbeitung der Vergangenheit? In: zeitgeschichte 5/2008 (Geschichtspolitik in Kroatien).
- Gebärmaschinen und Mitläuferinnen? – Zum Umgang der „Neuen Frauenbewegung“ mit Nationalsozialismus und Antisemitismus. In: Peter Fleissner, Natascha Wanek (Hrsg.): BruchStücke. Kritische Ansätze zu Politik und Ökonomie. Berlin 2009.
- Revisionismus und Vergangenheitspolitik in Kroatien – die Europäisierung des Holocaust? In: Christoph Kühberger, Clemens Sedmak (Hrsg.): Europäische Geschichtskultur – europäische Geschichtspolitik. Vom Erfinden, Entdecken, Erarbeiten der Bedeutung von Erinnerung und Geschichte für das Verständnis und Selbstverständnis Europas. Innsbruck 2009.
- Vergangenheitspolitik in Kroatien zwischen Revisionismus und europäischen Standards. In: Kerstin von Lingen (Hrsg.): Kriegserfahrung und nationale Identität in Europa nach 1945. Erinnerung, Säuberungsprozesse und nationales Gedächtnis. Paderborn 2009.
- Krieg um die Erinnerung an das KZ Jasenovac – Kroatien zwischen Revisionismus und europäischen Standards. In: Heinz Fassmann, Wolfgang Müller-Funk, Heidemarie Uhl (Hrsg.): Kulturen der Differenz – Transformationsprozesse in Zentraleuropa nach 1989. Transdisziplinäre Perspektiven. Göttingen 2009.
- Vergangenheitspolitik in Kroatien. In: Ingrid Böhler et al.: 7. Österreichischer Zeitgeschichtetag 2008. Innsbruck 2010.
- Europäische Erinnerungskulturen im Spannungsfeld zwischen „Ost“ und „West“. In: Informationen zur Politischen Bildung 32/2010.
- Kroatische Vergangenheitspolitik zwischen Nationalismus und Demokratisierung. In: Birgit Hofmann et al. (Hrsg.): Diktaturüberwindung in Europa. Neue nationale und transnationale Perspektiven. Heidelberg 2010.
- Demokratisierung oder erneute Monopolisierung? Geschichte und Erinnerungspolitik im post-sozialistischen Slowenien und Kroatien (zusammen mit Oto Luthar). In: Helmut Konrad, Stefan Benedik (Hrsg.): Mapping Contemporary History II. Wien 2010.
- Univerzalizacija holokausta na primjeru hrvatske politike prošlosti i spomen-područja Jasenovac (PDF). In: Suvremene teme / Contemporary Issues 1/2010.
- Europa gedenkt – Auf der Suche nach einer europäischen Erinnerungskultur? In: Lernen & Lehren 1/2011.
- Conflicting Memories in “Unified Europe” – Standards of Remembrance in the Center and at the Periphery. In: Der Donauraum 3–4/2010.
- Croatia – Exhibiting Memory and History at the “Shores of Europe”. In: Culture Unbound. Journal of Current Cultural Research 3/2011.
- „Unsere“ Helden, Opfer, Täter – Der Zweite Weltkrieg im kroatischen Schulbuch. In: Osteuropa 11/2011.
- Europäisierung der Erinnerung an das kroatische KZ Jasenovac. Wie europäisch sind post-sozialistische Gedenkmuseen? In: Themenportal Europäische Geschichte 2012.
- Sećanje kao polje političkog delovanja u kontekstu „Evropeizacije sećanja“ / Memory as a Political Field of Action in the Context of the “Europeanization of Memory”. In: Dušica Dražić, Slavica Radišić, Marijana Simu (Hrsg.): Sećanje grada/Memory of the City, Belgrad 2012.
- Standards of evasion – Croatia and the “Europeanization of memory”. In: Eurozine 2012.
- Der erste postsozialistische Prozess gegen einen Kriegsverbrecher aus dem Zweiten Weltkrieg – Kroatien als Beispiel vorbildlicher Aufarbeitung? In: Österreichische Zeitschrift für Politikwissenschaft (Memento vom 1. Juli 2013 im Internet Archive) 1/2012.
- Croatia’s Transformation Process from Historical Revisionism to European Standards. In: Davor Pauković, Vjeran Pavlaković, Višeslav Raos (Hrsg.): Confronting the Past: European Experiences, Centar za politološka istraživanja, Zagreb 2012.
- Croatian Politics of the Past – Just one more Post-Communist Case Study? In: Istorija 20. veka 1/2012.
- Transformation of Memory in Croatia: Removing Yugoslav Anti-Fascism. In: Eric Langenbacher, Bill Niven, Ruth Wittlinger (Hrsg.): Dynamics of Memory and Identity in Contemporary Europe. Berghahn Books, New York 2013.
- Erinnerungskultur und -politik in Kroatien. In: Aus Politik und Zeitgeschichte 17/2013.
- Croatia's Politics of the Past during the Tuđman Era (1990–1999) – Old Wine in New Bottles? In: Austrian History Yearbook XLIV 2013.
- Kroatien – neues EU-Mitglied. In: Interesse 2/2013.
- Ante in Kroatien und Europa – Ein verworrener Freispruch. In: sans phrase 2/2013.
- Freispruch für die kroatischen Generäle Ante Gotovina und Mladen Markač. In: Forum Geschichtskulturen, Imre Kertész Kolleg Jena, 20. August 2013.
- „Serbische Terroristen“ im Klassenzimmer – Kroatische Schulbücher über den „Heimatländischen Krieg“. In: Versorgerin #99, September 2013.
- Slovak and Croatian invocation of Europe: the Museum of the Slovak National Uprising and the Jasenovac Memorial Museum. In: Nationalities Papers: The Journal of Nationalism and Ethnicity, März 2014.
- Postsozialistische Gedenkmuseen zwischen nationalen Opfernarrativen und der ‚Europäisierung der Erinnerung‘. In: Jahrbuch für Politik und Geschichte 2014.
- 'People of Freedom and Unlimited Movement': Representations of Roma in Post-Communist Memorial Museums. In: Social Inclusion 5/2015.
- „You cannot be Jewish and Feminist“ – From Feminist Anti-Semitism to Post-Feminist ‚Post-Zionism‘. In: Journal for the Study of Antisemitism 2/2015.
- Visualizing Perpetrators and Victims in Post-Communist Memorial Museums. In: Yad Vashem Studies 2/2016.
- Post-communist invocation of Europe: memorial museums’ narratives and the Europeanization of memory. In: National Identities 2/2017.
- Post-Communist Memorial Museums from Jasenovac to Tallinn – Visualizing Perpetrators and Victims. In: Hildegard Frübis, Clara Oberle, Agnieszka Pufelska (Hrsg.): Fotografien aus den Lagern des NS-Regimes. Beweissicherung und ästhetische Praxis, Schriften des Centrums für jüdische Studien 31, Wien 2018.
- From „Double Genocide“ to „the New Jews“: Holocaust, Genocide and Mass Violence in Post-Communist Memorial Museums. In: Journal of Genocide Research 4/2018.
- The Holocaust Template - Memorial Museums in Hungary, Croatia and Bosnia-Herzegovina. In: Annals of the Croatian Political Science Association: political science journal 1/2018.
- Commemorating Bleiburg - Croatia's Struggle with Historical Revisionism. In: Cultures of History Forum, 11. Juni 2019.